# Powiat zielonogórski
Powiat zielonogórski – powiat w Polsce (województwo lubuskie), utworzony 10 sierpnia 1998 w ramach reformy administracyjnej i formalnie funkcjonujący od 1 stycznia 1999. Jego siedzibą jest miasto Zielona Góra, które jednak nie leży w granicach administracyjnych powiatu zielonogórskiego, lecz stanowi samodzielne miasto na prawach powiatu. Od 1 stycznia 1999 do 31 grudnia 2014 w skład powiatu zielonogórskiego wchodziła również nieistniejąca już gmina wiejska Zielona Góra.
Od 1 stycznia 2015 w skład powiatu wchodzą:
- gminy miejsko-wiejskie: Babimost, Czerwieńsk, Kargowa, Nowogród Bobrzański, Sulechów
- gminy wiejskie: Bojadła, Świdnica, Trzebiechów, Zabór
- miasta: Babimost, Czerwieńsk, Kargowa, Nowogród Bobrzański, Sulechów

## Położenie i warunki geograficzne
Powiat zielonogórski położony jest w następujących regionach fizycznogeograficznych: Dolina Środkowej Odry, Kotlina Kargowska, Wysoczyzna Czerwieńska, Wał Zielonogórski i Obniżenie Nowosolskie. Na obszarze pomiędzy Czerwieńskiem a Nowogrodem Bobrzańskim rozciąga się wschodnia część Borów Zielonogórskich.
Powiat zielonogórski sąsiaduje z powiatami: świebodzińskim, nowosolskim, żagańskim, żarskim i krośnieńskim.
Od 1 stycznia 1999 do 31 grudnia 2014 powiat zajmował powierzchnię 1570,20 km², zaś od 1 stycznia 2015 wynosi ona 1350,71 km² (na skutek wyłączenia gminy wiejskiej Zielona Góra).

## Historia
Od 6 lipca 1950 do 31 maja 1975 gminy współczesnego powiatu zielonogórskiego podzielone były pomiędzy "stary" powiat zielonogórski (z gminą Kolsko), powiat sulechowski i powiat lubski (fragment gminy Nowogród Bobrzański). Miasto Zielona Góra nigdy nie wchodziło w skład powiatu zielonogórskiego, tworząc w latach 1950–1975 powiat grodzki, a od 1 stycznia 1999 – miasto na prawach powiatu. 1 stycznia 2015 z terenu powiatu zielonogórskiego wyłączono gminę wiejską Zielona Góra, która tego dnia weszła w skład miasta Zielona Góra.

## Demografia

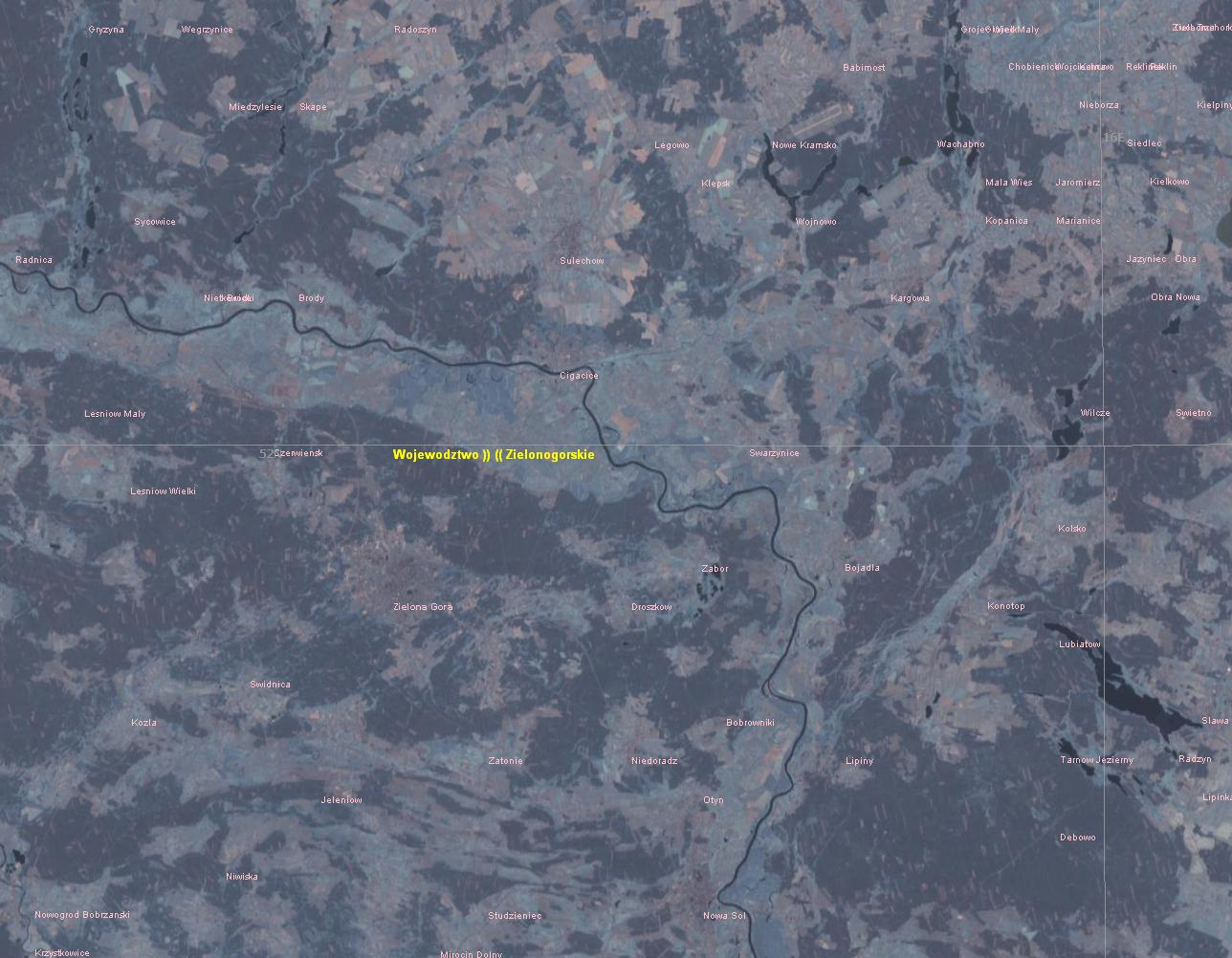
Zdjęcie satelitarne terenu powiatu zielonogórskiego.

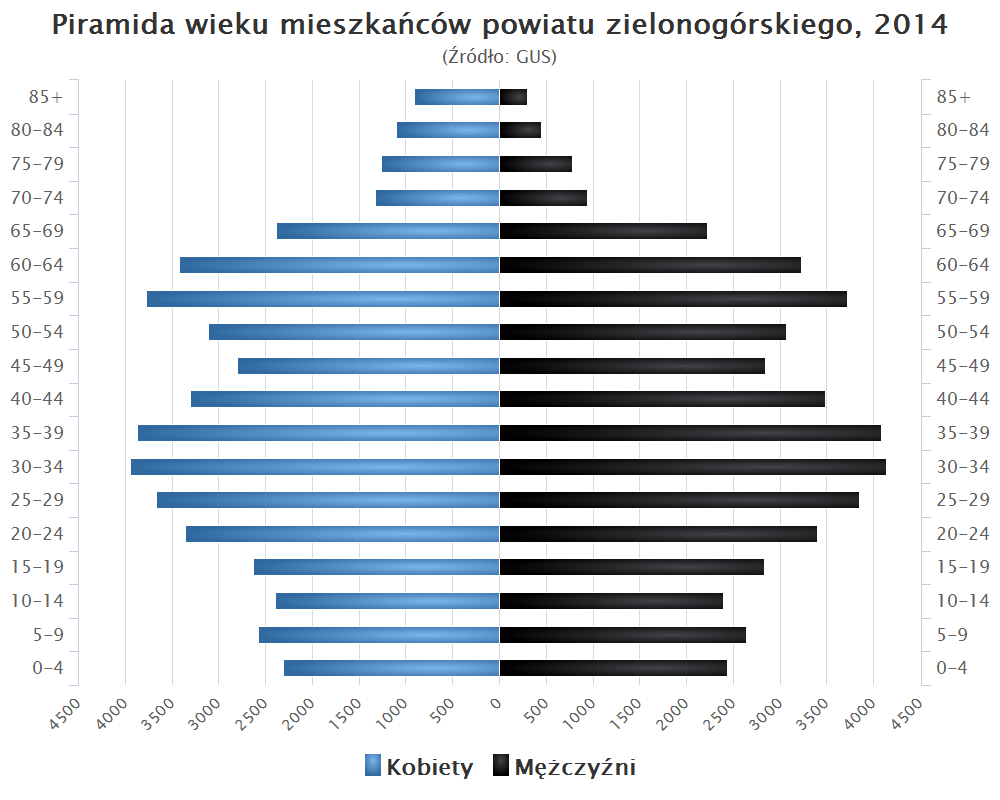
Piramida wieku mieszkańców powiatu zielonogórskiego w 2014 roku

Liczba ludności (dane z 31 grudnia 2022):
|        | Ogółem | Ogółem | Kobiety | Kobiety | Mężczyźni | Mężczyźni |
| osób   | %      | osób   | %       | osób    | %         |           |
| ------ | ------ | ------ | ------- | ------- | --------- | --------- |
| Ogółem | 74 967 | 100    | 38 045  | 50,75   | 36 922    | 49,25     |
| Miasto | 31 926 | 42,59  | 16 489  | 22,00   | 15 437    | 20,59     |
| Wieś   | 43 041 | 57,41  | 21 556  | 28,75   | 21 485    | 28,66     |

▶Wieś vs ▶miasto
Ogółem (▶k, ▶m)
Miasto (▶k, ▶m)
Wieś (▶k, ▶m)

## Zestawienie starostów po 1999
| Imię i nazwisko        | Lata pełnienia funkcji |
| Krzysztof Romankiewicz | 1999–2006              |
| Edwin Łazicki          | 2006–2010              |
| Ireneusz Plechan       | 2010–2014              |
| Dariusz Wróblewski     | 2014–2018              |
| Krzysztof Romankiewicz | 2018–2024              |
| Tadeusz Pająk          | 2024–                  |

## Komunikacja
- Linie kolejowe:
  - czynne: Szczecin Gł. – Zielona Góra – Wrocław Gł. (przez Nietkowice, Czerwieńsk i Stary Kisielin), Zielona Góra – Żary (przez Letnicę i Nowogród Bobrzański), Sulechów – Cigacice (linia towarowa) oraz Zbąszynek – Czerwieńsk – Gubin (linia towarowa)
  - nieczynne: Zielona Góra – Szprotawa, Sulechów – Wolsztyn, Cigacice – Konotop oraz Sulechów – Świebodzin
- Drogi:
  - krajowe:
    -  DK3 Świnoujście – Sulechów – Zielona Góra – Jakuszyce
    - DK27 Przewóz – Nowogród Bobrzański – Zielona Góra
    - DK32 Gubinek – Zielona Góra – Sulechów – Kargowa – Stęszew

  - wojewódzkie:
    - droga wojewódzka nr 276 Krosno Odrzańskie – Radnica – Świebodzin,
    - DW277 Skąpe – Głogusz – Sulechów,
    - droga wojewódzka nr 278 Radnica – Pomorsko – Sulechów – Trzebiechów – Bojadła – Wschowa
    - DW279 Zawada – Stary Kisielin – Drzonków – Ochla – Buchałów – Leśniów Wielki – Czerwieńsk – Wysokie,
    - droga wojewódzka nr 280 Zielona Góra – Czerwieńsk – Brody
    - droga wojewódzka nr 281 Zielona Góra – Wysokie – Pomorsko
    - droga wojewódzka nr 282 Zielona Góra – Zabór – Bojadła
    - DW283 Zielona Góra – Kożuchów – Lasocin
    - droga wojewódzka nr 288 Dąbie – Nowogród Bobrzański
    - DW289 Zasieki – Lubsko – Nowogród Bobrzański
    - DW290 Nowogród Bobrzański – Niwiska – Kożuchów
    - DW295 Nowogród Bobrzański – Żagań

## Sąsiednie powiaty
- Zielona Góra (miasto na prawach powiatu)
- Powiat nowosolski
- Powiat żagański
- Powiat żarski
- Powiat krośnieński
- Powiat świebodziński
- Powiat nowotomyski (woj. wielkopolskie)
- Powiat wolsztyński (woj. wielkopolskie)